# Carlos Gibson
Carlos Diego Gibson Möller (Arequipa, 10 de febrero de 1889- 25 de septiembre de 1954) fue un abogado, catedrático y político peruano. Fue Segundo Vicepresidente de la República (1939-1945) y Rector de la Universidad Nacional de San Agustín (1939-1944).

## Biografía
Su padre fue Enrique W. Gibson Bernardo de Estremadoyro, hijo de James Thomas Gibson y Juana María Bernardo Estremadoyro y Vásquez. Su madre fue Dorotea Möller Sojo-Vallejo, hija de Guillermo Möller Keetz y María Sojo-Vallejo y de Entreambasaguas. Fue hermano del poeta Percy Gibson y tío de la periodista Doris Gibson.
Estudió en el Colegio Victor Bailly y, luego, ingresó a la Universidad Nacional de San Agustín de Arequipa, donde, en 1908, obtuvo la licenciatura en Derecho; en 1910, el doctorado, y Ph.D. en 1936. Ejerció la docencia en su alma mater, como catedrático interino de Literatura Antigua, Historia de Arte e Historia Crítica del Perú (1907) y pasó luego a ser catedrático titular de Estadística, Finanzas y Legislación Financiera del Perú en la Universidad Mayor de San Marcos de Lima.
En 1913 viajó a Europa; en Inglaterra, siguió cursos en la Universidad de Oxford y en la Universidad de Cambridge, donde obtuvo un Master of Arts, y, luego pasó a Francia, donde estudió en la Universidad de La Sorbona. En 1916 retornó al Perú.
Se casó en Arequipa con María Mercedes Lira de Romaña, con quien tuvo siete hijos.
En 1919, fue nombrado primer secretario, después asesor y, finalmente, encargado de negocios en la embajada en Estados Unidos. Fue nombrado agregado honorario en Buenos Aires y, luego, secretario honorario en Londres. Fue nombrado ministro plenipotenciario a los países escandinavos y, luego, a Bolivia. 
En 1939, junto a Manuel Prado y Ugarteche como Presidente y Rafael Larco Herrera como Primer Vicepresidente, fue elegido Segundo Vicepresidente de la República, cargo nominal que ocupó hasta el término de dicho gobierno, en 1945. 
Asimismo, ejerció el rectorado de la Universidad Nacional de San Agustín de Arequipa (1939-1944). Destacó como conferencista en dicha universidad. En 1940 fue elegido Decano del Colegio de Abogados de Arequipa. 
Fue, además, miembro del Instituto Británico de Filosofía, fue representante peruano en diferentes organizaciones, entre ellas la Conferencia Internacional del Trabajo y Seguridad Social, en Ginebra; en el Congreso Filosófico, en Praga, y en el Congreso de Documentación Internacional, París.
En 1949 se jubiló de su labor universitaria.

## Distinciones
- Doctor Honoris Causa de la Universidad George Washington, Estados Unidos.
- Doctor Honoris Causa de la Universidad de Bolonia, Italia.
- Doctor Honoris Causa de la Universidad de Madrid, España.